# Obalne enote
Obalne enote so vse protidesantne vojaška enota, ki se nahajajo na obalah morij oz. jezer in so primarno namenjene za zavrnitev oz. uničenje izkrcanja. 
Obalne enote so po navadi nameščene v večjih fortifikacijah, ki poleg utrjenih prostorov za posadko, skladišč in strelskih položajev, zajemajo artilerijska položaje; v njih se nahajajo različni kalibri artilerijskega orožja.
Med najbolj znani obalnimi enotami so bile enote Wehrmachta, ki so bile nameščene na Atlantskem zidu med drugo svetovno vojno.